# Echinometra mathaei

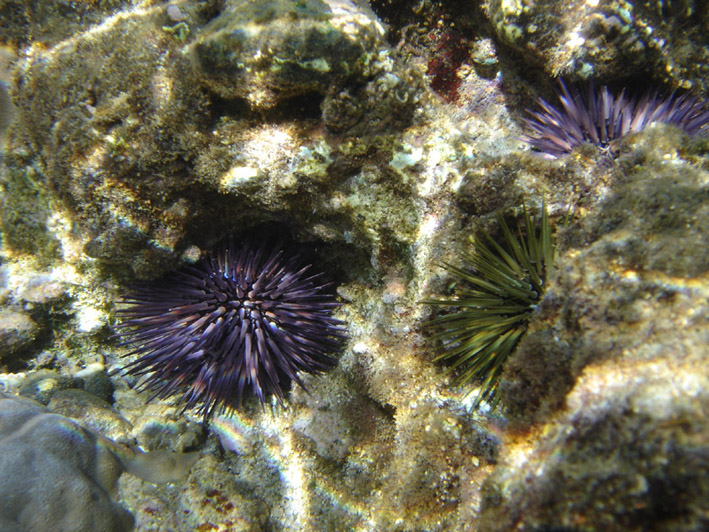
E. mathaei

Echinometra mathaei Blainville, 1825 è un riccio di mare appartenente alla famiglia Echinometridae. Vive nelle aree poco profonde dell'Indo-Pacifico.

## Descrizione
Ha un diametro minimo di circa 5 cm. Il colore è molto variabile, di solito piuttosto scuro. Le spine sono a volte violacee e verdi con punte viola o completamente verdastre con punte viola. Ciò che rende riconoscibile questa specie è l'anello pallido che si trova alla base di ogni spina.

## Distribuzione
Questa specie si trova nelle barriere coralline delle zone tropicali dell'oceano Indiano e dell'oceano Pacifico, a una profondità che arriva fino a 139 m. Il suo areale si estende dal Madagascar, dalle coste dell'Africa orientale e dal Mar Rosso fino alle Hawaii.

## Biologia

### Comportamento
Questa specie utilizza le sue spine per scavare cavità nelle rocce basaltiche o calcaree dove vive, dalle quali esce solo di notte per nutrirsi. A causa delle sue abitudini, questo riccio causa la bioerosione delle barriere coralline. Nelle zone dove la pesca è un'attività frequente, il numero di ricci è aumentato, con conseguenti danni alla barriera corallina. Un gamberetto, Athanas areteformi, si nasconde tra le spine di questo riccio per proteggersi, mentre il suo aspetto è imitato da uno stomatopode, Echinosquilla guerinii, che si nasconde negli anfratti rocciosi con solo il telson visibile.
Viene predato sia da pesci come Coris aygula e murene (Gymnomuraena zebra) che da Ofiure e molluschi gasteropodi.

### Alimentazione
La sua dieta è costituita prevalentemente da alghe.

### Riproduzione
Come negli altri ricci di mare, in questa specie la fecondazione è esterna e la riproduzione avviene rilasciando gameti nell'acqua. Le larve sono planctoniche, e quando si depositano sul fondo del mare, subiscono una metamorfosi trasformandosi in giovani ricci. Nel Golfo di Suez, la zona più a nord del suo areale, la riproduzione avviene in estate e autunno, mentre in acque più calde può avvenire durante tutto l'anno.

## Galleria d'immagini

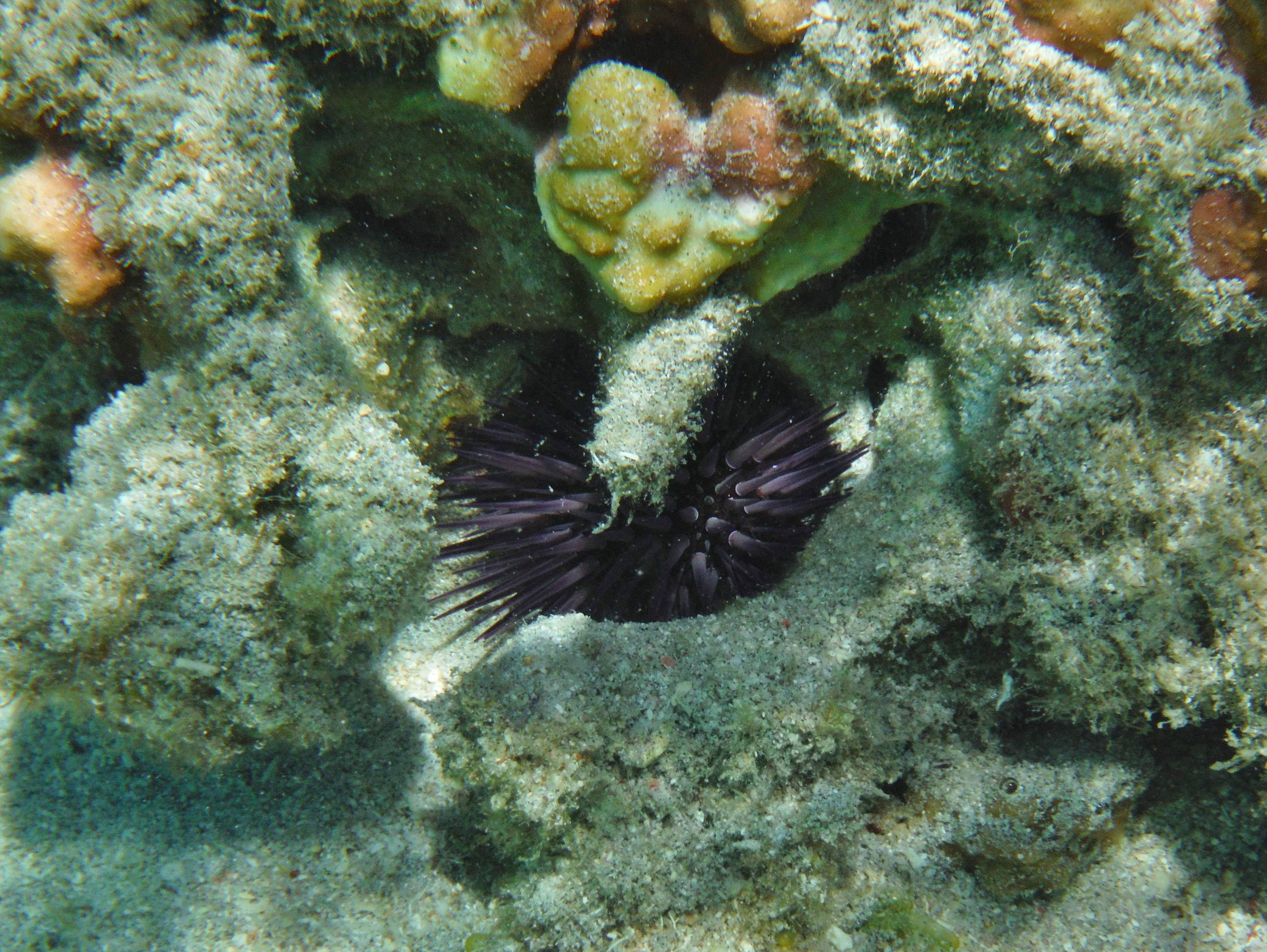
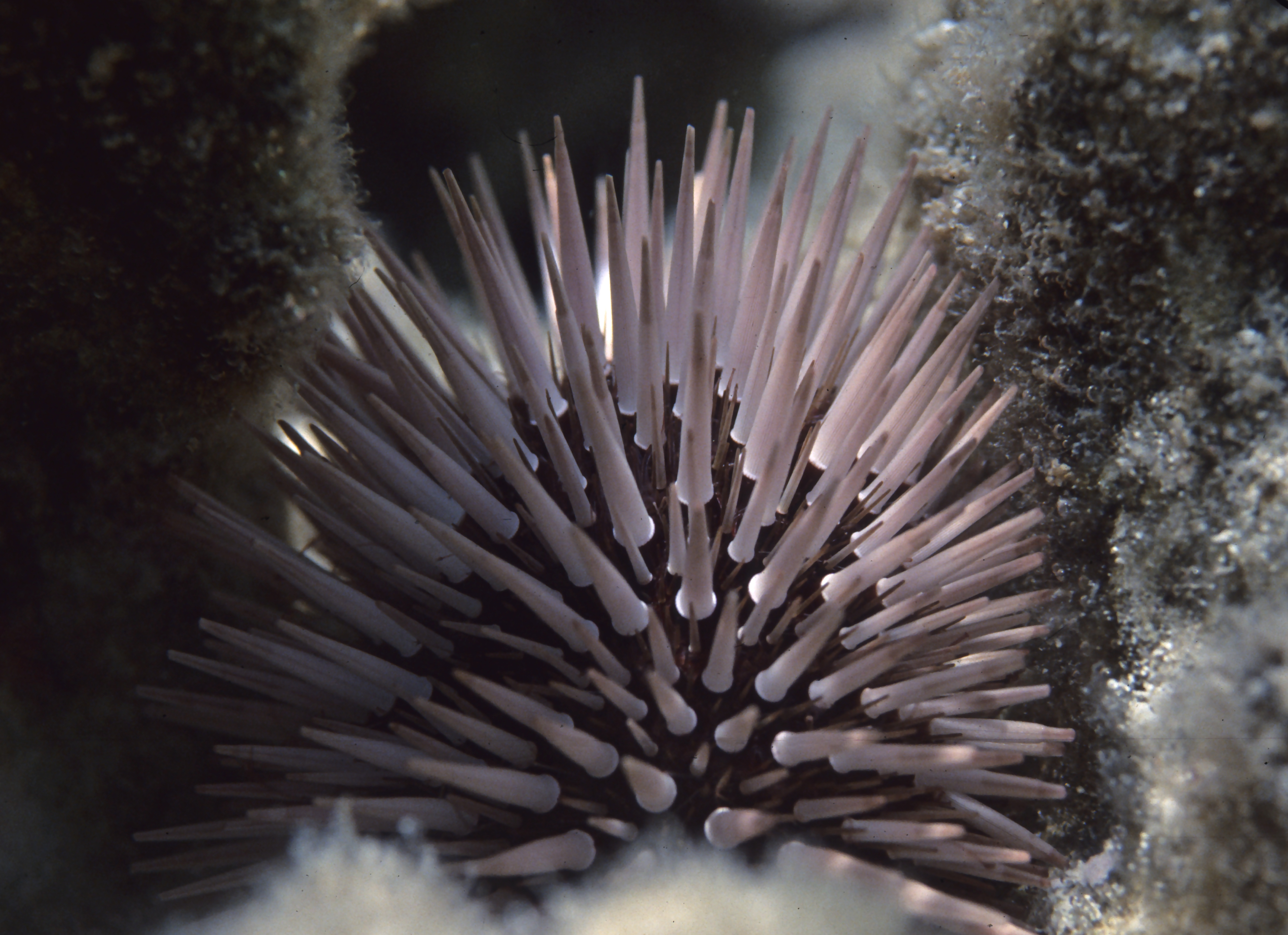
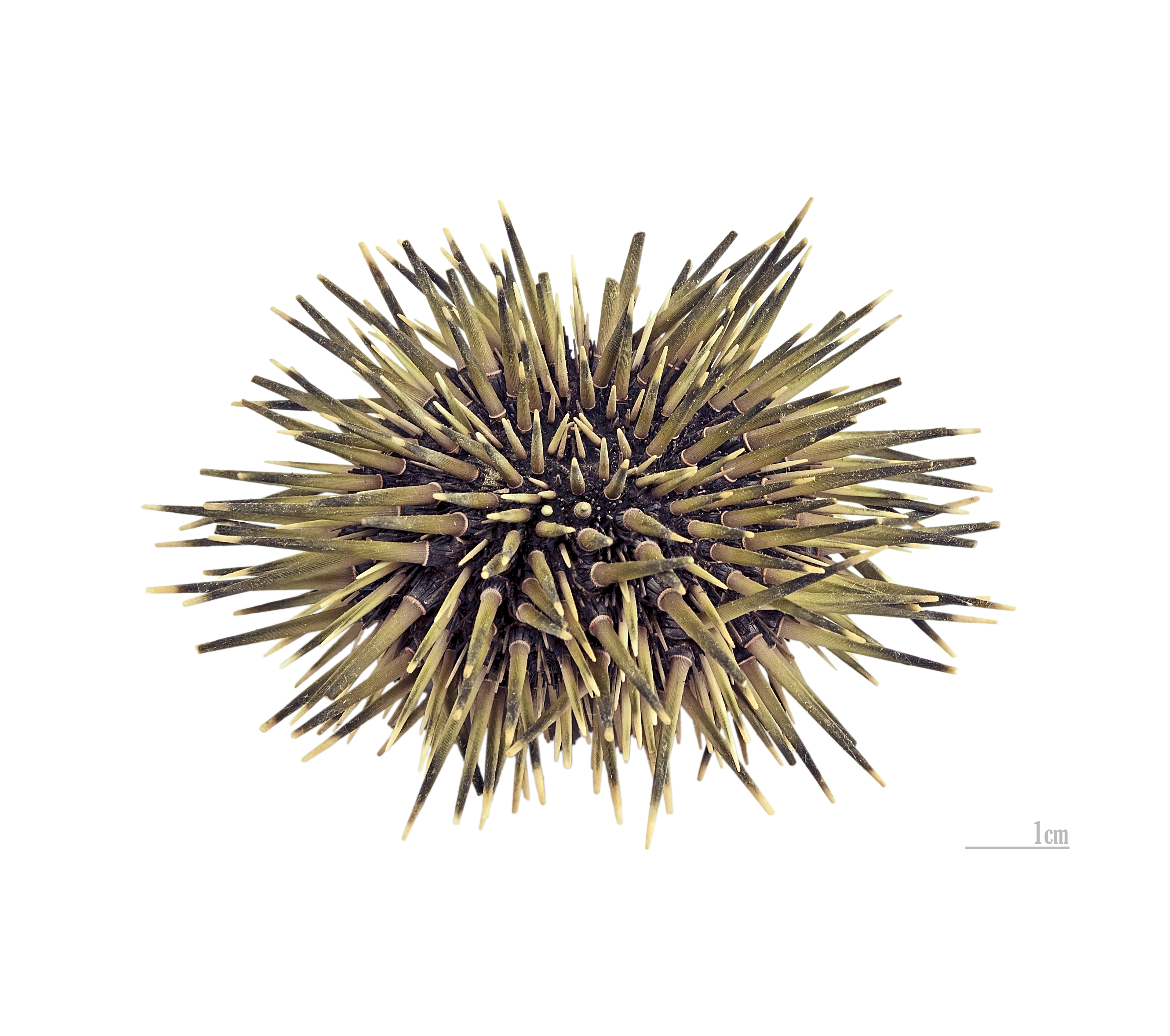
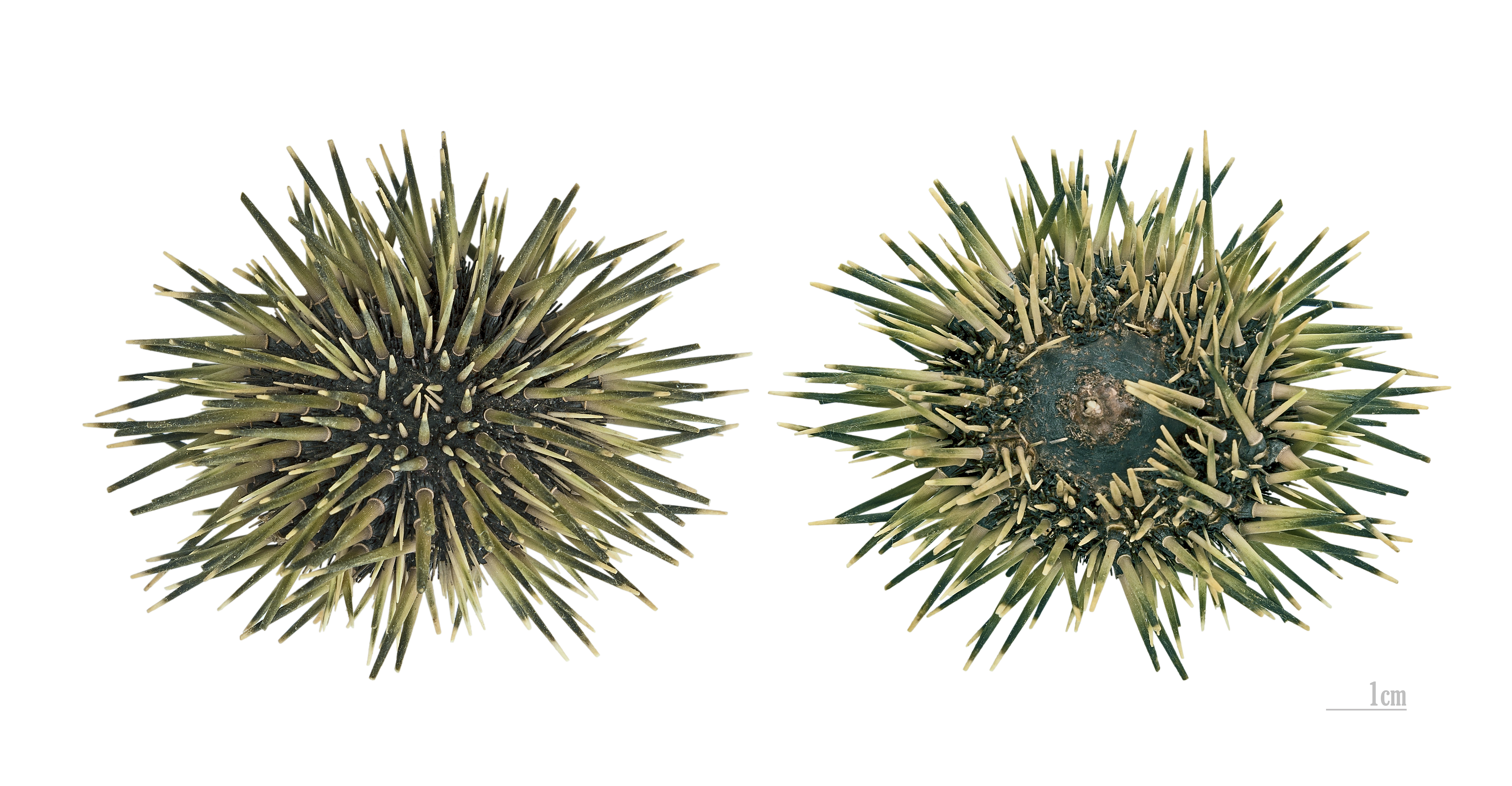